# A Flag Is Born
A Flag Is Born ist ein Theaterstück in der Form einer Extravaganza (engl. Pageant) von Ben Hecht aus dem Jahr 1946, das sich für die Schaffung eines Heimatstaates für das jüdische Volk im alten Land Israel einsetzt. Zum Zeitpunkt der Veröffentlichung des Stücks stand das Mandatsgebiet Palästina unter britischer Verwaltung. Mit einer Besetzung, zu der Paul Muni, Celia Adler und Marlon Brando gehörten, wurde das Stück am 4. September 1946 im Alvin Theatre am Broadway uraufgeführt. Es wurde von Luther Adler inszeniert und die Musik stammte von Kurt Weill. A Flag Is Born wurde von der American League for a Free Palestine, einer von Peter Bergson (Hillel Kook) geleiteten Irgun-Organisation zur Förderung der zionistischen Idee, produziert.

## Inhalt
A Flag Is Born erzählt von drei Hauptpersonen: Tevye und Zelda sind Überlebende des Vernichtungslagers Treblinka (am Broadway von den etablierten Stars Paul Muni und Celia Adler gespielt), die versuchen, in das von Großbritannien verwaltete Palästina zu gelangen. David (verkörpert von Marlon Brando) ist ein wütender junger Überlebender des Vernichtungslagers Treblinka.
Zu Beginn rasten Tevye und Zelda an einem Freitagabend auf ihrer Reise bei einem Friedhof und beginnen den jüdischen Sabbat zu feiern. Zelda zündet Kerzen auf einem zerbrochenen Grabstein an. Nachdem Tevye das Sabbatgebet gesprochen hat, träumt er von seiner Geburtsstadt, wie sie vor der Zerstörung durch die Nationalsozialisten war. Es folgt eine Traumsequenz, in der Tevye Visionen der biblischen Könige Saul und David hat. Damit wird auf ein weit zurückreichendes Versprechen vom Heiligen Land angespielt, das in der Gegenwart als moderner Staat eingelöst werden soll.
Als Tevye aufwacht, stellt er fest, dass Zelda in der Nacht gestorben ist. Er rezitiert den Kaddisch, das jüdische Trauergebet, und begrüßt dann den Todesengel, der auch für ihn gekommen ist. Er sagt David Lebewohl. Als David über Selbstmord nachdenkt, erscheinen plötzlich drei jüdische Soldaten (Vertreter der paramilitärischen zionistischen Organisationen Haganah, Irgun und Lechi) und fordern ihn auf, sich ihnen anzuschließen: „Wir warten auf Dich, David.“ und erklären, dass sie auf den Straßen Jerusalems, in den Hügeln des Libanon und den Wüsten Judäas „gegen die Engländer, die schlauen und mächtigen Engländer“ kämpfen. „Wir sprechen mit ihnen in einer neuen jüdischen Sprache, der Sprache der Gewehre“ und „Wir versprechen unsere Heimat aus den britischen Klauen zu befreien“.
Im Finale des Stücks hält David eine feurige zionistische Rede, geht über eine Brücke nach Palästina und hisst zu den gemischten Klängen von Hatikvah (der späteren israelischen Hymne) und Schüssen im Hintergrund Tevyes Gebetsschal als behelfsmäßige Flagge und marschiert in den Krieg.

## Zionistische Bewegung
A Flag Is Born wurde von der revisionistisch zionistischen American League for a Free Palestine (ALFP) produziert, um finanzielle und politische Unterstützung für zionistische Anliegen, einschließlich des Transports von heimatlosen Juden aus Europa nach Palästina, zu gewinnen. Die AFLP sprach ganz offen über ihre politischen Beweggründe – in den Werbematerialien war zu lesen: „A Flag Is Born ist kein gewöhnliches Theater. Es wurde nicht geschrieben, um zu amüsieren oder zu betören. A Flag Is Born wurde geschrieben, um Geld zu sammeln für Schiffe, die Hebräer nach Palästina bringen ... und [um] die amerikanische Öffentlichkeit aufzurütteln, den Kampf für Freiheit und Unabhängigkeit zu unterstützen, der jetzt vom Widerstand in Palästina geführt wird.“
Die Bergsons suchten bei der Werbung für das Stück die zionistischen Organisationen in Palästina mit den Patrioten der amerikanischen Revolution gleichzusetzen. Das Titelbild des Programms zeigte drei Zionisten – einen mit einem Gewehr, einen mit einer Hacke und einen mit einer zionistischen Flagge –, die vor drei idealisierten Figuren der amerikanischen Revolution dargestellt wurden. Durch den Slogan „It’s 1776 in Palestine!“ wurden die Mitglieder des jüdischen Widerstands als moderne Nathan Hales dargestellt. Mit „Besteuerung ohne Vertretung“ in Palästina wurde auf Thomas Jeffersons Satz „Widerstand gegen die Tyrannei ist Gehorsam gegenüber Gott“ angespielt. Als Tevye davon träumt, vor den Vereinten Nationen zu sprechen, vergleicht er das Palästina der 1940er Jahre mit den amerikanischen Kolonien der 1770er. Das Stück erwies sich als sehr publikumswirksam. Deshalb wurde die Broadway-Aufführung verlängert und in fünf weiteren nordamerikanischen Städten (Detroit, Philadelphia, Baltimore, Chicago und Boston) aufgeführt. Es brachte aus Ticketverkäufen und Spendenaktionen nahezu eine Million Dollar ein.
Brando war bereits für seine Rolle als verzweifelter Veteran in Truckline Café zum vielversprechendsten Schauspieler des Broadway gewählt worden, aber das Stück war kein kommerzieller Erfolg gewesen, und Brando war noch jung, relativ unbekannt und unbemittelt. Brando vertrat die Ansicht, dass die Überlebenden des Holocausts ein eigenes Land verdienten, in dem sie frei leben konnten. Er akzeptierte die Mindestgage der Schauspielergewerkschaft Actor’s Equity, damit ein größerer Teil der Einnahmen aus den Aufführungserlösen in zionistische Zwecke fließen konnte, aber auch weil er die Gelegenheit erhielt, mit Paul Muni spielen zu dürfen und von diesem zu lernen.
Dem Sponsorenkomitee gehörten viele prominente Persönlichkeiten an, darunter der Komponist Leonard Bernstein, der Schriftsteller Lion Feuchtwanger, der Bürgermeister von New York City, William O’Dwyer, und Eleanor Roosevelt.

## Rezeption und Wirkung

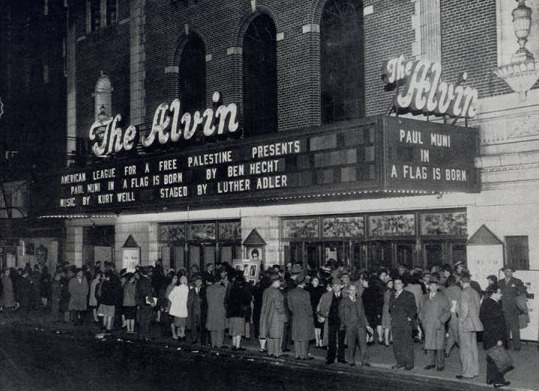
Schlange vor dem Alvin Theater, Broadway, 5. September 1946

Die Erlöse aus dem Stück wurden teilweise zur Unterstützung des Freiheitskampfes in Palästina verwendet. Ein weiteres Projekt war die Ausrüstung des Flüchtlingsschiffes Ben Hecht. Die öffentliche Meinung in Amerika wurde durch das Theaterstück und die kurz darauf erfolgende Verhaftung der amerikanischen Besatzung der Ben Hecht durch die britische Marine stark antibritisch und pro-zionistisch beeinflusst.

## Kampf gegen die Rassentrennung in Baltimore
In einer frühen Aktion der Bürgerrechtsbewegung begannen amerikanische Menschenrechtsaktivisten, die gegen Rassendiskriminierung waren, einen Boykott von Theatern, um sich gegen die Praxis zu wehren, Afroamerikaner vom Theaterbesuch auszuschließen. Ben Hecht, der an dem Boykott beteiligt war, und das Komitee verlegten aus diesem Grund das Stück aus Washington in das Maryland Theater in Baltimore. Ein Sonderzug brachte Mitglieder des Kongresses zur Aufführung. Die American League for a Free Palestine und die Bürgerrechtsbewegung NAACP nutzten die Gelegenheit, um die Leitung des Maryland Theaters zu zwingen, die dortige Rassentrennung (Afroamerikaner durften damals dort nur den Balkon besuchen) für die Dauer der Aufführung aufzuheben, was in der damaligen Zeit als Sieg für die Bürgerrechte galt. In den Theatern von Baltimore wurde diese Form der Rassentrennung dann später eingestellt.

## Film
- Dr. Rafael Medoff on A Flag is Born, Vortrag auf youtube (englisch; 30 min.)